# Alabaster (Alabama)
Alabaster é uma cidade localizada no estado americano do Alabama, no Condado de Shelby.

## Demografia
Segundo o censo americano de 2000, a sua população era de 22 619 habitantes.
Em 2006, foi estimada uma população de 28 240, um aumento de 5 621 (24.9%).

## Geografia
De acordo com o United States Census Bureau, a localidade tem uma área de 53,1 km², dos quais 53,0 km² cobertos por terra e 0,1 km² cobertos por água. Alabaster localiza-se a aproximadamente 177 m acima do nível do mar.

## Localidades na vizinhança
O diagrama seguinte representa as localidades num raio de 24 km ao redor de Alabaster.